# 2-アミノヘキサノ-6-ラクタムラセマーゼ
2-アミノヘキサノ-6-ラクタムラセマーゼ(2-aminohexano-6-lactam racemase、EC 5.1.1.15)は、以下の化学反応を触媒する酵素である。
L-2-アミノヘキサノ-6-ラクタム {\displaystyle \rightleftharpoons } D-2-アミノヘキサノ-6-ラクタム
従って、この酵素の基質はL-2-アミノヘキサノ-6-ラクタムのみ、生成物はD-2-アミノヘキサノ-6-ラクタムのみである。
この酵素は、異性化酵素、特にアミノ酸やその誘導体に作用するラセマーゼやエピメラーゼに分類される。α-アミノ-ε-カプロラクタムラセマーゼ(alpha-amino-epsilon-caprolactam racemase)とも呼ばれる。